# Ceská Zbrojovka Brno
La manufacture d'armes tchèque Ceská Zbrojovka Brno est née en 1919 par absorption de la branche armement léger de Skoda. Elle a déménagé ensuite de Plzeň à Brno. Elle fabriqua des pistolets puis seulement des fusils  militaires et mitrailleuses exportés en grand nombre dans le monde entier. Elle est connue aussi comme Zbrojovka Brno. Elle aida à la modernisation des usines Zastava et la création des Arsenaux iraniens. Sous le IIIe Reich, elle passe sous le contrôle de la Waffen-SS pour armer ses unités. Elle fut nationalisée en 1948 par les communistes mais continua l'exportation d'armes de chasse pour rapporter des devises. Au début des années 1990 elle redevient une société privée. 

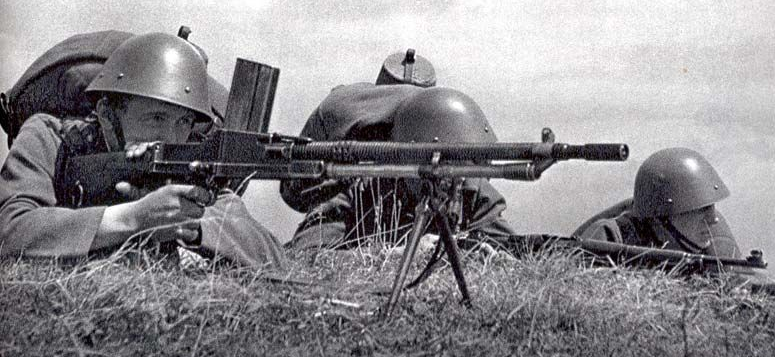
ZB vz. 26
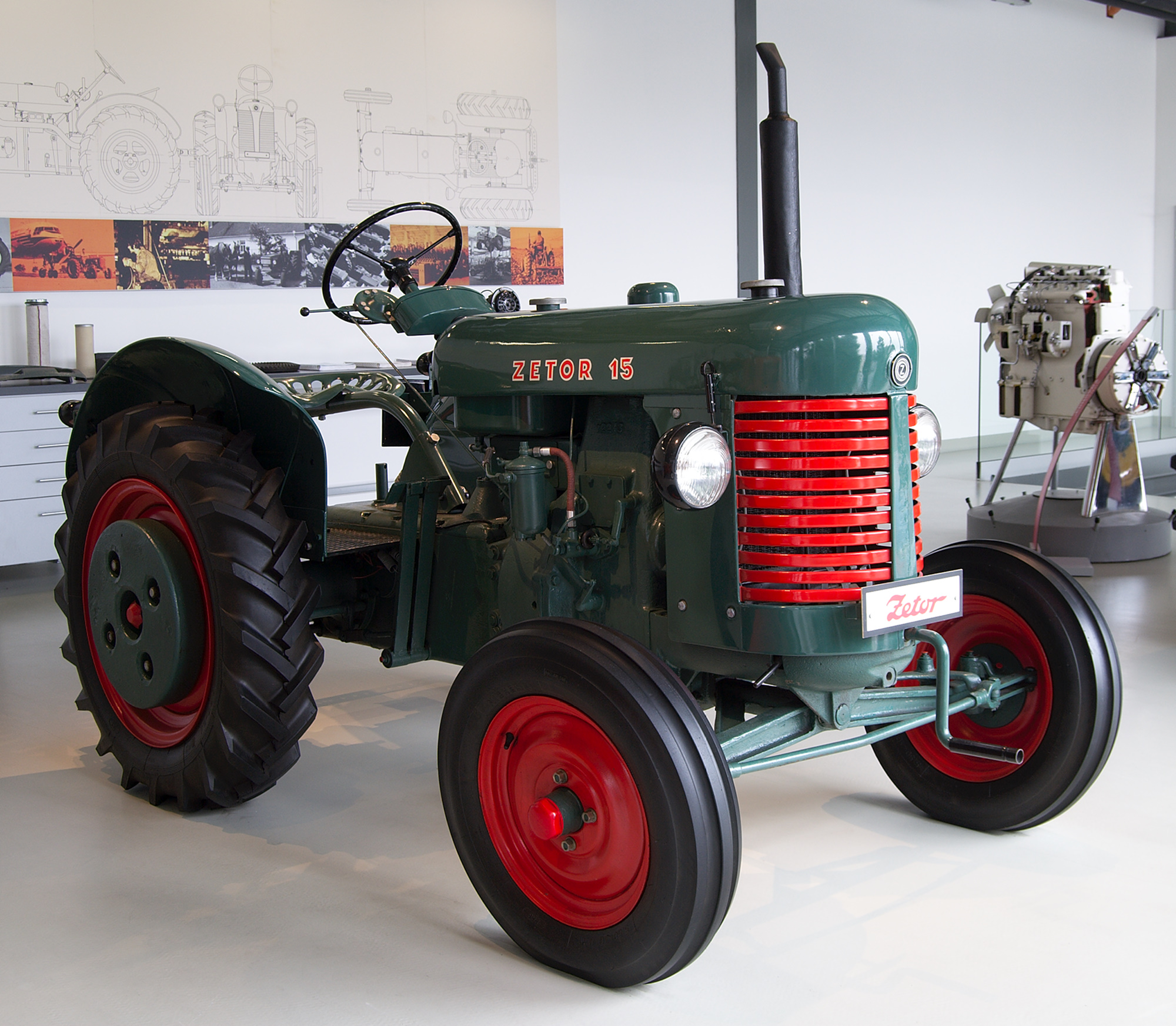
Zbrojovka Zetor 15
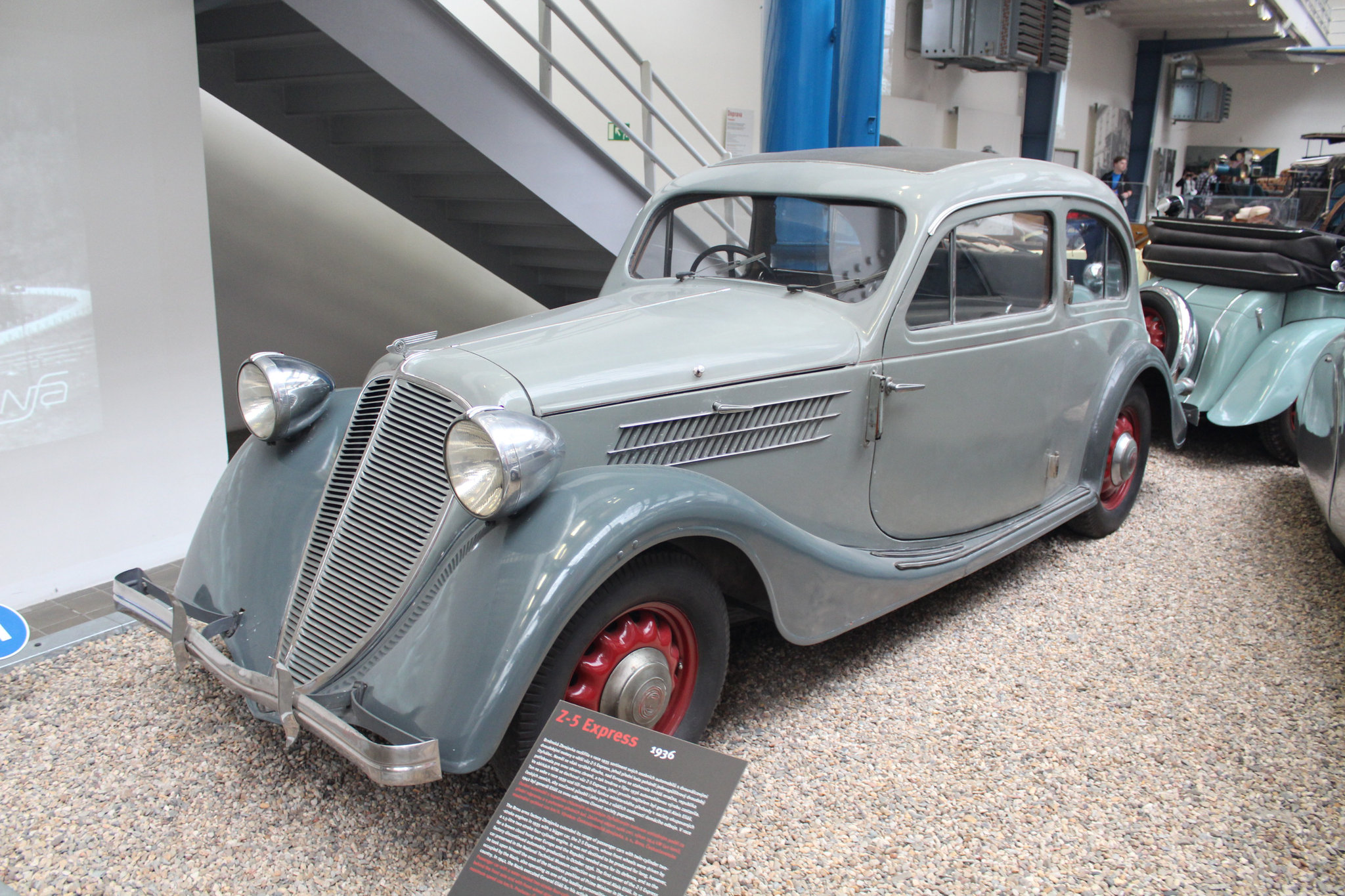
Zbrojovka Z-5 Express